# Rocksteady Studios
Rocksteady Studios je britská firma zabývající se vývojem a tvorbou videoher se sídlem v Londýně. Byla založena v roce 2004 Seftonem Hillem a Jamiem Walkerem. V roce 2009 byla na Spike Video Game Awards vyhlášena vývojářským studiem roku.

## Vyvinuté tituly
| Rok  | Název                                  | Platformy                                                                         | Vydavatel                             |
| ---- | -------------------------------------- | --------------------------------------------------------------------------------- | ------------------------------------- |
| 2006 | Urban Chaos: Riot Response             | PlayStation 2, Xbox                                                               | Eidos Interactive                     |
| 2009 | Batman: Arkham Asylum                  | macOS, Microsoft Windows, PlayStation 3, PlayStation 4, Xbox 360, Xbox One        | Eidos Interactive, Warner Bros. Games |
| 2011 | Batman: Arkham City                    | macOS, Microsoft Windows, PlayStation 3, PlayStation 4, Wii U, Xbox 360, Xbox One | Warner Bros. Games                    |
| 2015 | Batman: Arkham Knight                  | Microsoft Windows, PlayStation 4, Xbox One                                        | Warner Bros. Games                    |
| 2016 | Batman: Arkham VR                      | Microsoft Windows, PlayStation 4                                                  | Warner Bros. Games                    |
| 2024 | Suicide Squad: Kill the Justice League | Microsoft Windows, PlayStation 5, Xbox Series X/S                                 | Warner Bros. Games                    |